# Bezrobocie technologiczne
Bezrobocie technologiczne – bezrobocie wynikające z postępu technologicznego, który powoduje zastępowanie pracy ludzi pracą maszyn i urządzeń.
W literaturze przedmiotu od XVIII wieku trwa dyskusja na ile bezrobocie takie ma charakter trwały (strukturalny), a na ile jest to bezrobocie o charakterze tymczasowym (frykcyjnym), tj. trwające do chwili przesunięcia zasobów zwolnionej siły roboczej do nowych zastosowań. Analizowane jest także powiązanie bezrobocia technologicznego z międzynarodowym podziałem pracy, transferem technologii i trwałością ubóstwa w krajach rozwijających się.
Bezrobocie technologiczne było przedmiotem klasycznych analiz autorów, takich jak James Steuart, Adam Smith, Jean-Baptiste Say, Thomas Malthus, David Ricardo, John Maynard Keynes i Karl Marx. Na początku XXI wieku wpływowe prace dotyczące bezrobocia technologicznego opublikowali m.in. Jeremy Rifkin, Erik Brynjolfsson i Andrew McAfee.